# حادثه ماتسویی

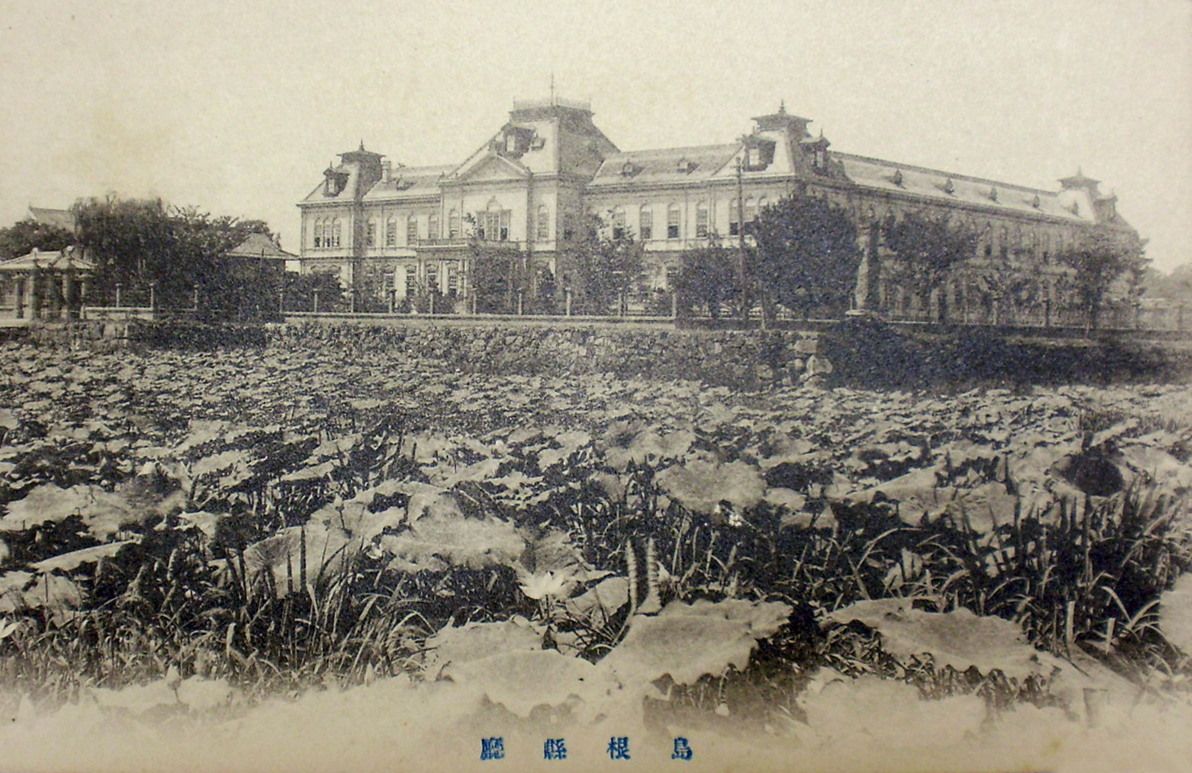
دفتر استان شیمانه (۱۹۰۹–۱۹۴۵)

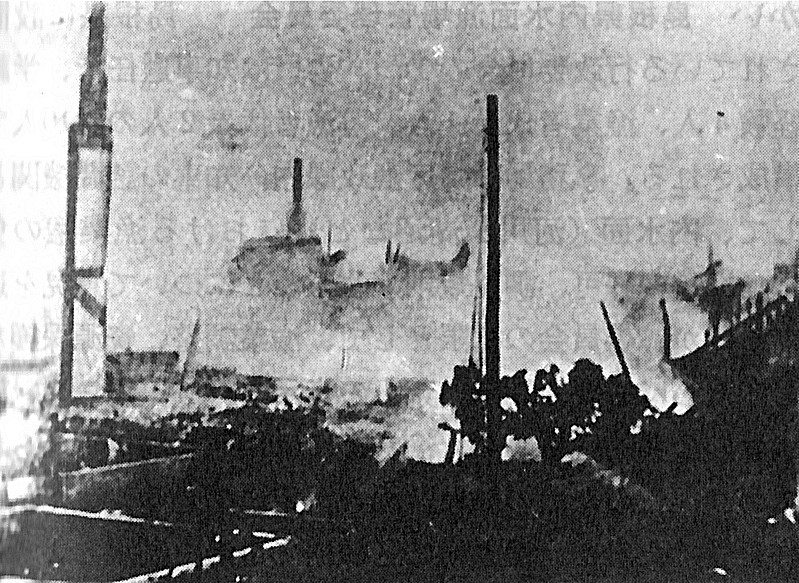
آتش‌سوزی استان شیمانه

حادثه ماتسویی (انگلیسی: Matsue incident) که با نام‌های حادثهٔ ماتسویی ریوت، حادثهٔ ارتش داوطلبانهٔ امپراتوری، یا آتش‌افروزی دفتر استانی شیمانه، واقعه‌ای بود که پس از تسلیم ژاپنی‌ها در این کشور رخ داد و حاکی از پایان یافتن جنگ جهانی دوم بود. این رویداد، به‌وسیلهٔٔ حدود چهل مخالف و با حمله به تأسیسات عمومی در شهر ماتسوئه، استان شیمانه در ۲۴ اوت ۱۹۴۵ رخ داد.